# Poyntonophrynus hoeschi
Espèce
Synonymes
- Bufo hoeschi Ahl, 1934
- Bufo jordani Parker, 1936

Statut de conservation UICN

 LC  : Préoccupation mineure
Poyntonophrynus hoeschi est une espèce d'amphibiens de la famille des Bufonidae.

## Répartition
Cette espèce est endémique de Namibie. Elle se rencontre dans l'Hardap, l'Erongo, le Khomas, l'Ouest de l'Otjozondjupa et le Sud du Kunene.

## Étymologie
Cette espèce est nommée en l'honneur de Walter Hoesch (1896–1961).

## Publication originale
- Ahl, 1934 : Über eine kleine Froschsammlung aus Deutsch Südwestafrika. Zoologischer Anzeiger, vol. 107, p. 333-336.